# Mindaugas Misiūnas
Mindaugas Misiūnas (* 8. Februar 1953) ist ein litauischer Hochschullehrer, war bis 2024 Direktor von Kolleg Kaunas.

## Leben
Nach dem Abitur an der Mittelschule absolvierte Misiūnas ein Diplomstudium am  Politechnikos institutas in Kaunas (jetzt Kauno technologijos universitetas), ein Masterstudium der Edukologie und das Promotionsstudium an der Vytauto Didžiojo universitetas. Am 4. April 2008 promovierte er zum Thema Modellierung des Qualitätsmanagementsystems an der Institution der nichtuniversitären Hochschulbildung (lit. Kokybės vadybos sistemos modeliavimas neuniversitetinio aukštojo mokslo institucijoje). Von 2013 bis 2024 leitete er das Kolleg Kaunas.

## Auszeichnungen
- Nacionalinės prekybos, pramonės ir amatų rūmų asociacijos „Darbo žvaigždės“ medalis